# Schloss Laudenbach (Unterfranken)

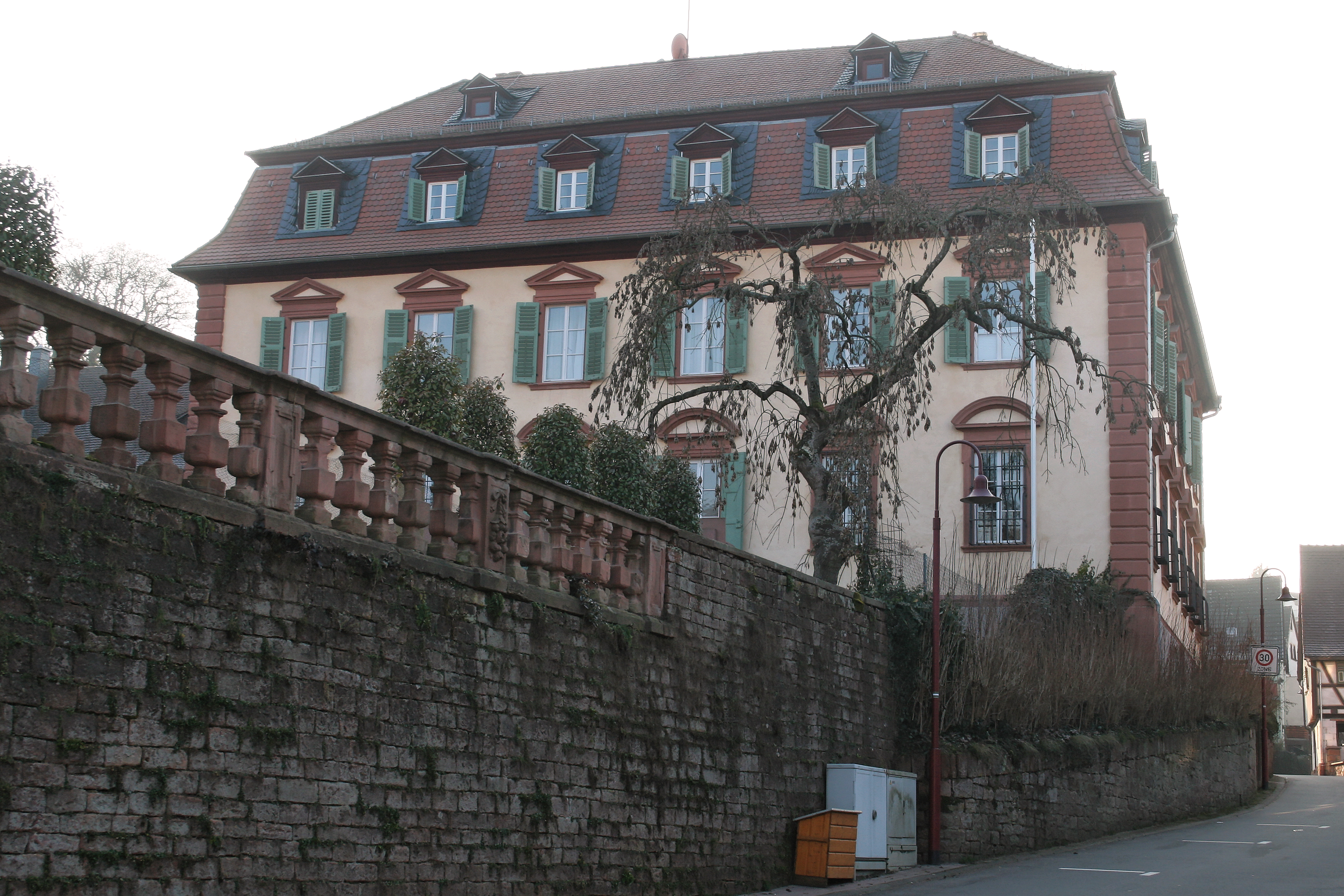
Schloss Laudenbach

Das Schloss Laudenbach ist ein im 18. Jahrhundert erbautes Barock-Schloss in Laudenbach im unterfränkischen Landkreis Miltenberg, Bayern.

## Geschichte
Über 600 Jahre waren die Reichsfreiherren von Fechenbach Orts- und später Schlossherren. Die Witwe des Feldmarschall-Leutnants Johann Reichard von Fechenbach, Josepha geb. von Eyb, ließ das heutige Barockschloss zwischen 1717 und 1747 erbauen. Das Hauptgebäude besteht aus zwei rechtwinklig zusammenstoßenden zweigeschossigen Flügeln. Die Schlosskapelle ließ 1755 der spätere Titularbischof von Taenarum und Würzburger  Domkapitular Johann Philipp Karl von Fechenbach errichten. Der Schlosskomplex liegt in einem malerischen Park mit seltenen Bäumen. Von 1923 bis 2001 war das Schloss als Erbe im Besitz der Freiherren von und zu Aufseß. 2002 erwarb Alois Konstantin zu Löwenstein-Wertheim-Rosenberg aus Kleinheubach das Schloss als Wohnsitz für seine Familie. Das Schloss ist öffentlich nicht zugänglich. 

## Architektur
Das Schloss mit Schlosskapelle, Nebengebäuden, Einfriedungen, Garten und Park umfasst:
- Ortsbildprägender Corps de Logis, zweigeschossiger Mansardwalmdachbau auf L-förmigem Grundriss mit hoher Kellersubstruktion zur Straßenseite, verputzter Bau mit stark plastischen Werksteinrahmungen und -kanten, Sandstein
- Schlosskapelle, schmaler eingeschossiger Sakralraum und angegliederter zweigeschossigen Zugangsbereich für Treppenaufgang Nebenräume und  Patronatsloge über schiefwinkligem Grundriss, Walmdach und verschieferter Dachreiter mit Zeltdach, bez. 1755; mit Ausstattung
- Verbindungsbau zwischen Schloss und Kapelle, schmaler Bogengang mit segmentbogiger Durchfahrt im Erdgeschoss und durchfenstertem Gang mit historistischem Staffelgiebelerker im Obergeschoss, 19. Jh., Wirtschaftsbau, zweigeschossiger verputzter Walmdachbau über L-förmigem Grundriss
- Eckbau, zweigeschossiger Mansardwalmdachbau über quadratischem Grundriss, verputzt mit Werksteinrahmungen, 18. Jh.
- Scheune, verputzter Sandsteinbau mit hohem Krüppelwalmdach, 18. Jh.
- Barockparterre, Reste eines formalen Gartens auf hoher gemauerter Terrasse mit umlaufender Balustrade und zentralem Brunnenbassin, Sandstein, 18. Jh., Gartenhaus, zweigeschossiger Walmdachbau, verputzt mit Werksteinrahmungen und Wappenstein, Sandstein, bez. 1748
- Park, Englischer Park mit Resten von Skulpturen (18. Jh.) und Denkmälern (19. Jh.), alter Baumbestand (Lindenallee, Mammutbaum)
- Einfriedung, verputzte Sandsteinmauer, bzw. Zaun mit Torbogen zur Dorfstraße und Pfeilerportal zur Miltenberger Straße

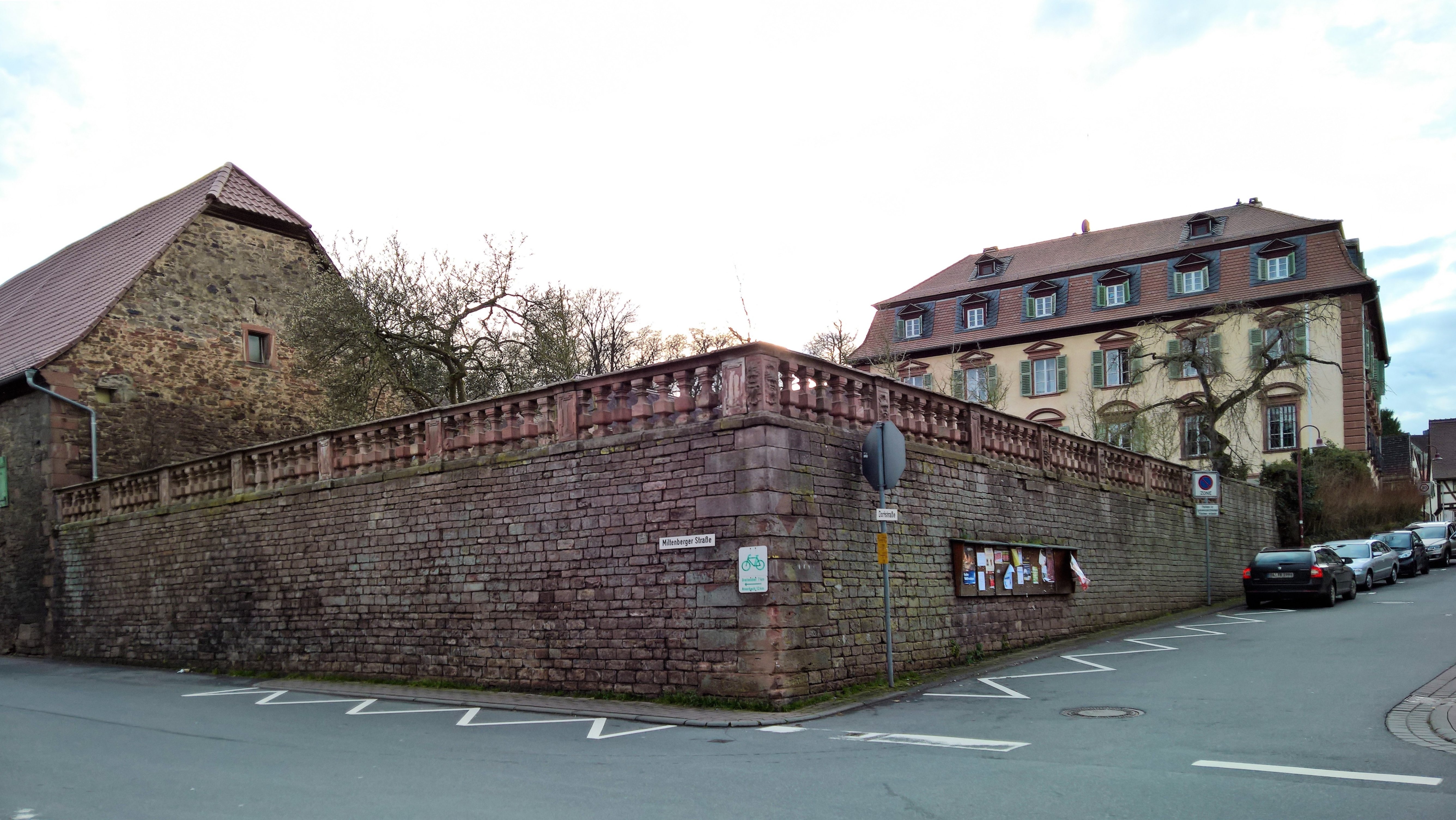
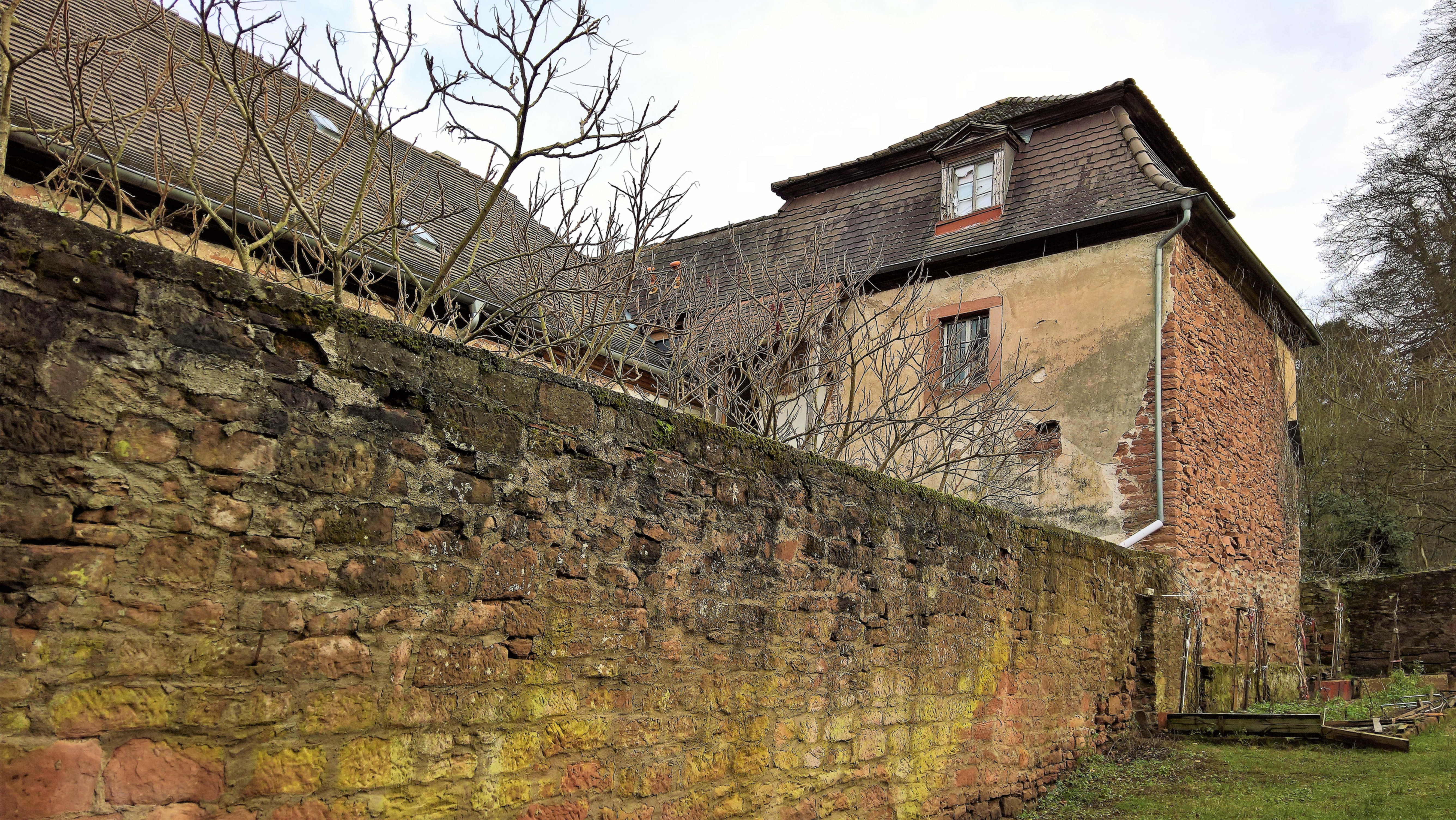
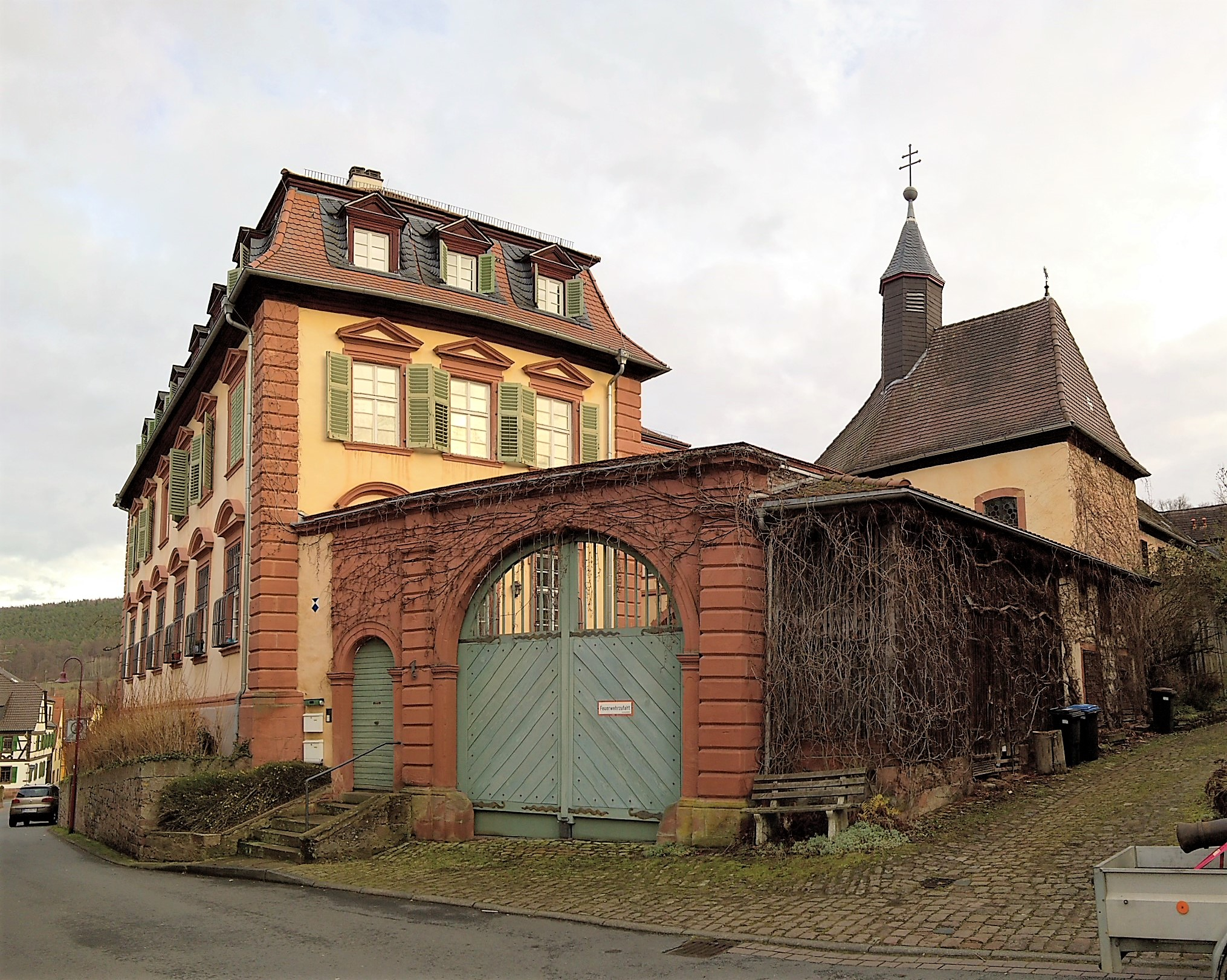